# Bard (Album)
Bard ist das dritte Studioalbum der englischen Progressive-Rock-Band Big Big Train. Die CD wurde im Februar 2002 veröffentlicht.

## Inhalt
BBT lösen sich auf dieser CD vom Neo-Prog und sind hier schon mehr dem Retro-Prog zuzurechnen. Einflüsse von Anthony Phillips und Steve Hackett sind zu hören.
Die Songs handeln teils von schwierigen menschlichen Beziehungen, andere basieren auf der englischen Geschichte. Im Stück The Last English King wird z. B. von King Harold erzählt, der erst die Schlacht von Stamford Bridge erfolgreich schlug und anschließend in der Schlacht bei Hastings besiegt wurde.
Der Song Blacksmithing ist ein „Das Leben geht weiter“-Stück, basierend auf einem Gedicht aus dem 15. Jahrhundert namens The Blacksmiths. Es sind vier Instrumentalstücke enthalten.

## Entstehungsgeschichte
Big Big Train waren nach der Veröffentlichung des Vorgängeralbums English Boy Wonders in einer schwierigen Phase. Der Erfolg wollte sich nicht einstellen. Steve Hughes, der Schlagzeuger, wechselte zu The Enid und wurde für kurze Zeit durch Pete Hibbit ersetzt. Das Label GEP löste den Kontrakt mit der Band auf. Gregory Spawton und Andy Poole schrieben weiter an Songs und bauten sich ein eigenes Studio. An den Aufnahmen zu Bard waren der Drummer Phil Hogg beteiligt und auch wieder Tony Müller und Martin Read. Letzterer entschied sich jedoch während der Aufnahmen die Band zu verlassen. Gegen Ende der Aufnahmen stieß auch Ian Cooper wieder zur Band. Bei Veröffentlichung des Albums ließ BBT verlauten, dass dies die letzte Publikation sei.  Im Nachhinein stellte sich jedoch heraus, dass die Band durchaus das Potenzial hatte, auch unabhängig von einem größeren Label zu agieren.

## Kritiken
Im Gegensatz zum Vorgängeralbum wurde Bard zur Kenntnis genommen und überwiegend positiv besprochen.

## Trivia
Bard sollte eigentlich nicht wiederveröffentlicht werden, diese Entscheidung wird jedoch neu überdacht.

## Titelliste
1. The Last English King (5.50)
2. Broken English (14.01)
3. This Is Where We Came In (5.22)
4. Harold Rex Interfectus Est (1.02) (instrumental)
5. Blacksmithing (3.03)
6. Malfosse (0.53) (instrumental)
7. Love is Her Thing (3.50)
8. How the Earth from this Place has Power over Fire (1.53) (instrumental)
9. A Short Visit to Earth (6.18)
10. For Winter (16.47)
11. A Long Finish (8.20) (instrumental)